# 김준민 (축구 선수)
김준민(한국 한자: 金俊旻, 1983년 9월 7일 ~ )은 대한민국의 전 축구 선수이며, 포지션은 수비수였다.